# 전신

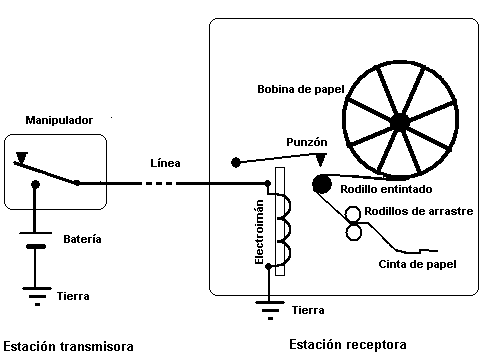

전신(電信, 영어: electrical telegraph)은 서로 떨어진 곳에서 전류나 전파를 이용하여 정보를 미리 약속된 신호로 주고받는 통신 방법 중의 하나다. 이를 이용한 통신 체계가 전보이며 우편보다 빠르게 보낼 수 있다는 장점을 가지고 있다. 처음에 모스가 발명할 때에는 유선이었지만 후에 무선으로 발전하였다.
기계 전신은 디지털 통신 기술의 발달에 따라 여러 가지 정보를 송수신하는 데이터 통신으로 발전했지만, 이것들은 보통 전신이라고 하지 않는다.
주로 이용하는 방법으로는 모스 부호를 이용하는 방법, 텔레타이프 단말을 이용한 기계 전신 등이 있다.

## 역사

새뮤얼 모스가 발명한 모스 전신기

1837년에 모스는 전신기에 대한 특허를 받았다. 모스 전신기에는 누름단추가 있어 이를 통해 전류를 끊고 이을 수 있었다. 이후 1838년에 모스는 자신이 발명한 전신기를 프랭클린 연구소, 미국 하원 등에 잇달아 공개하였다. 500미터 가량의 전선을 깔고 송신기에서 신호를 보내자 수신기의 종이테이프에서는 길고 짧은 자국이 남겨졌다.
모스는 미국 정부와 교섭하여 3만 달러의 건설 자금을 받아 1844년 5월 24일 워싱턴과 볼티모어 사이에 전선 가설을 완공하고, 최초의 전건을 두드려 성서의 한 구절인 “What hath God wrought!”라는 메시지를 보냈다. 이를 모스 전신이라 부른다.

## 같이 보기
- 전신 방정식
- 모스 부호
- 전보
- 새뮤얼 모스

1. ↑  “전신”. 2024년 11월 25일에 확인함.
2. ↑  “전신”. 2024년 11월 25일에 확인함.